# BASF-Agrarzentrum Limburgerhof
Koordinaten: 49° 24′ 41,2″ N, 8° 23′ 48,9″ O

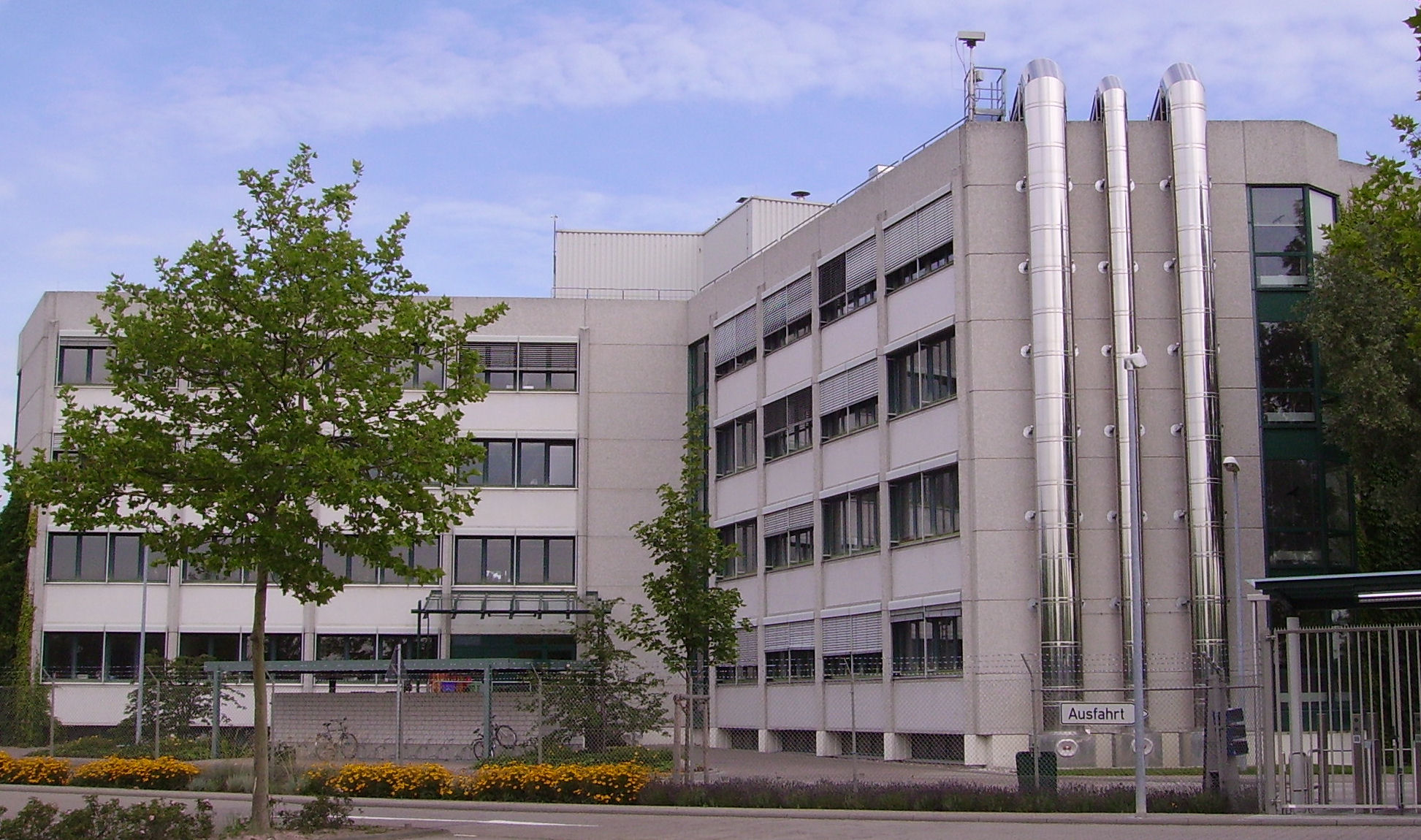
BASF-Agrarzentrum

Das BASF-Agrarzentrum Limburgerhof im vorderpfälzischen Ort Limburgerhof (nahe Ludwigshafen) ist die Zentrale der BASF-Forschung für Pflanzenschutz sowie Steuerungszentrale für die Aktivitäten in der Pflanzenbiotechnologie. Außerdem werden in Limburgerhof neue Typen von Düngemitteln entwickelt.

## Geschichte
Das BASF-Agrarzentrum Limburgerhof wurde im Jahr 1914 von dem Chemiker und Industriellen Carl Bosch gegründet. Die Versuchsarbeit begann im Frühjahr 1914 mit vier Mitarbeitern, im Jahr 2010 sind es 1500 Mitarbeiter.
Damals begann die BASF die Erforschung der auch für die Rüstungswirtschaft wichtigen Ammoniaksynthese, welche mit der Entwicklung des Haber-Bosch-Verfahrens in Zusammenhang stand. 1913 ging die erste Ammoniaksyntheseanlage in Oppau in Betrieb. Gleichzeitig wurde die Produktion von Düngemitteln aufgenommen. Daraufhin wurde 1914 das Agrarzentrum Limburgerhof eröffnet, welches den Beginn der industriellen Agrarchemie in Deutschland darstellte.
Wegen der zu errichtenden baulichen Anlagen beriet man sich mit Geheimrat Paul Wagner, dem Direktor der Landwirtschaftlichen Versuchsstation Darmstadt, dem anerkannten Experten für Gefäß- und Feldversuche. Als Gebäude diente ein einstöckiger, langgestreckter Fachwerkbau, der später mehrfach erweitert wurde. Daneben gab es eine glasgedeckte Vegetationshalle und eine Drahthalle zum Schutz gegen Spatzenfraß.
Anschlüsse an Elektrizität, Gas und Wasser gab es erst im Jahr 1917.
Zwischen den zwei Weltkriegen entwickelte die BASF mehrere bedeutende stickstoffhaltige Verbindungen und Volldüngertypen:
- 1915: Ammonnitrat
- 1919: Ammonsulfatsalpeter
- 1924: Harnstoff
- 1927: Nitrophoska-Volldünger
- 1928: Kalkammonsalpeter

Nach dem Zweiten Weltkrieg war der Fortbestand der Versuchsstation in Frage gestellt. Die Besatzungsmächte wollten alle Stickstoff-Fabriken auf deutschem Boden demontieren, weil man aus Salpeter nicht nur Dünger, sondern auch Schießpulver und andere Explosivstoffe produzieren kann.

## Genetisch veränderte Pflanzen
Auf dem Gebiet der früher Pflanzenversuchsstation betrieben durch die BASF Plant Science genannten Anlage werden in Zusammenarbeit mit Monsanto gentechnisch veränderte Kartoffeln und Mais angebaut.
2012 wurde wegen der Regulierung der Grünen Gentechnik in Europa der Schwerpunkt der Forschung jedoch in den Research Triangle Park nach North Carolina verlegt.